# Popis najviših nebodera u Yokohami
Ovaj popis sadrži najviše nebodere u Yokohami.
| Poredak | Ime                                                   | Grad     | Visina(m) |
| ------- | ----------------------------------------------------- | -------- | --------- |
| 1       | Yokohama Landmark Tower                               | Yokohama | 296       |
| 2       | Kraljičin Tower (Queen Square Yokohama)               | Yokohama | 172       |
| 3       | Banka Yokohama sjedište                               | Yokohama | 153       |
| 4       | Mitsubishi Jyuko Yokohama zgrada                      | Yokohama | 152       |
| 5       | Nabule Yokohama Tower i Residence (Yokohama Portside) | Yokohama | 150       |
| 6       | Shin Yokohama Prince Hotel                            | Yokohama | 149       |
| 7       | Toranj East (Yokohama Towers)                         | Yokohama | 144       |
| 8       | Tower West (The Yokohama Towers)                      | Yokohama | 144       |
| 9       | InterContinental Yokohama Grand Hotel                 | Yokohama | 140       |
| 10      | Kraljičin Tower B (Queen Square Yokohama)             | Yokohama | 138       |
| 11      | Nisseki Yokohama zgrada                               | Yokohama | 133       |
| 12      | Yokohama Sky Building                                 | Yokohama | 132       |
| 13      | Orto Yokohama View Tower (ORTO YOKOHAMA)              | Yokohama | 120       |
| 14      | Yokohama sam-Land Tower (Yokohama I-Land)             | Yokohama | 120       |
| 15      | Le Ciel Park (Novi Grad Higashi-Totsuka)              | Yokohama | 115       |
| 16      | Yokohama Bay Sheraton Hotel & Towers                  | Yokohama | 115       |
| 17      | Yumeooka Office Tower                                 | Yokohama | 113       |
| 18      | Budite TOWER (Novi Grad Higashi-Totsuka)              | Yokohama | 110       |
| 19      | Kraljičin Tower C (Queen Square Yokohama)             | Yokohama | 109       |
| 20      | Yokohama Portside zgrada                              | Yokohama | 108       |

## Poveznice
- http://www.emporis.com/statistics/tallest-buildings-yokohama-japan